# Французский конституционный референдум (май 1946)
Французский конституционный референдум проводился 5 мая 1946 года для ратификации проекта конституции Четвёртой французской республики. Умеренные, Радикальная партия и Народное республиканское движение агитировали против этого проекта конституции.
Вопрос, вынесенный на референдум, был следующий:
Approuvez vous le nouveau projet de Constitution ?
Одобряете ли Вы новый проект Конституции?
Проект был отвергнут 53% голосов против. После внесённых изменений проект был представлен на референдум в октябре 1946 года.

## Участие
|                       | % избирателей | Количество |
| --------------------- | ------------- | ---------- |
| Зарегистрировано      | 100%          | 25 829 425 |
| Не участвовало        | 20,37%        | 5 261 454  |
| Не принято бюллетеней | 2,04%         | 526 920    |
| Всего                 | 100%          |            |

## Результаты
| Да и Нет     | % голосов | Количество |
| ------------ | --------- | ---------- |
| Да (за)      | 47,18%    | 9 455 368  |
| Нет (против) | 52,82%    | 10 585 683 |
| Всего        | 100%      |            |

## См.также
- Четвёртая французская республика